# 比特大陆
比特大陆科技有限公司（英語：BITMAIN Technologies Ltd.）簡稱比特大陸，是一家总部位於中国北京的半导体设计公司，主要为加密货币设计挖矿特殊應用積體電路(ASIC)，创立于2013年。

## 歷史
比特大陸由金融分析師和私募股權基金經理吳忌寒、DivaIP經營者詹克團於2013年創辦。
截至2018年，比特大陸成為全球最大的比特幣挖礦特殊應用積體電路芯片設計商，該公司同時經營比特幣礦池BTC.com和ANTPOOL。
2017年9月，紅杉資本和国际数据集团投資該公司5,000万美元资金用于开发人工智能芯片。比特大陸於2018年初達成盈利，上半年淨利潤為7.427億美元。2017年，比特大陆营收约25亿美元（约合人民币158亿元）。
比特大陸的首款產品為螞蟻礦機（ANTMINER S1），並在中國大陸擁有11個採礦場（截至2018年）。該公司參與2018年比特幣現金的硬分叉，並選擇與投資人羅傑·維爾一同加入「Bitcoin Cash ABC」（BCHABC）陣營。
2018年12月，公司裁減3,000名雇員中約一半的員工。此後，比特大陸關閉以色列和荷蘭的辦事處，並大幅縮減美國德州的挖礦業務。 此次优化重点在于进军AI芯片领域，比特大陆发言人表示：“根据市场情况和业务发展，我们不断对人员进行调整。因此，我们也不断寻找新的人才，并欢迎来自各行各业的申请者。”
2020年6月，比特大陆将其 17,595 台最新的比特币矿机（称为 S19 ANTMINERS）出售给 Core Scientific 。Core Scientific表示在提高现有算力达到110 TH/s ± 3%方面取得了重大成功。
2020年12月，比特大陆召开股东大会，詹克团接管比特大陆的所有大陆业务。2021年，比特大陆营收估值为80-90亿美元。
2021年6月，中華人民共和國政府出手打擊加密貨幣後，比特大陸暫停全球現貨市場的礦機銷售業務以緩解賣壓。
2025年1月，子公司算能科技被美國商務部查出違反該國禁令將台積電高階晶片運往中華人民共和國而被列入制裁實體清單。

## 業務
比特大陸主要從事加密貨幣相關產業和人工智能產業，其中包括生產礦機、提供礦池和云挖礦等服務。截至2018年，比特大陸的年均盈利約為30億至40億美元。

### 礦機
比特大陸以生產螞蟻礦機作為主要業務，用以挖掘包括比特幣、以太幣、達世幣、萊特幣等加密貨幣。
2013年，比特大陆推出 ANTMINER S1，哈希率为180GH/s。几个月后，ANTMINER S2将算力提高到1 TH/s。
2018年，比特大陆推出了ANTMINER S15，该项目通过使用比特大陆7nm芯片提供长期的功率效率，芯片每台集成了超过10亿个晶体管。
2020年，比特大陆推出ANTMINER S19和 ANTMINER S19 Pro。

### 礦池
有營運螞蟻礦池提供比特幣和比特幣現金共同挖礦服務。目前矿池算力在比特币全网算力中占比約10.57%，比特币现金算率约38.37%。。
2014年，推出旗下矿池品牌 ANTPOOL（于2021年5月分拆独立发展）。

### 云挖矿
比特大陸轄下的Hashnest專營雲挖礦服務約有40萬名用戶。

## 规模
2019年10月21日，胡润研究院发布《2019胡润全球独角兽榜》，比特大陆排名第20位。
2019年11月15日，胡润研究院发布《世茂海峡·2019三季度胡润大中华区独角兽指数》，比特大陆以800亿人民币估值上榜。
2020年1月9日，胡润研究院发布《2019胡润中国500强民营企业》， 比特大陆以市值300亿元位列第246位。
2020年6月18日，比特大陆以300亿元人民币价值位列《2020胡润中国芯片设计10强民营企业》第7名。
2020年8月4日，《苏州高新区·2020胡润全球独角兽榜》发布，北京比特大陆科技有限公司排名第70位。

## 科研捐赠
2018年7月，向清华大学捐赠1000万元，设立“数字金融研究中心”。
2020年12月，比特大陆捐赠内蒙古正蓝旗人民政府400万元，支持当地高新技术产业发展。
2021年11月，向北京信息科学与技术国家研究中心捐赠1100万元设立“光学逻辑运算”研究项目。
2021年6月，向山东大学捐赠价值5000万元智算中心，五年投入2亿元共建智算研究院。
2022年4月，向香港理工大学捐赠100万用于研究比特币及碳中和融合发展。

## 争议

### 公司内斗
2019年10月底，吴忌寒以公司董事会主席身份突然发布内部通知，解除詹克团在比特大陆的一切职务，并在工商登记中将法定代表人变更为自己及后续指定的管理人员。詹克团随后通过行政复议、多次法律诉讼以及实际控制办公场所等方式力图恢复其法定代表人地位，并在2020年5月因“抢营业执照”事件与吴忌寒方面矛盾激化。双方在舆论与法律层面反复博弈，互相指责对方以违法方式变更或夺取营业执照、公章和公司公众号的控制权。期间，比特大陆内部业务一度陷入停滞，AI板块及人员优化计划引发更多争端。至2020年下半年起，在投资方与股东的协调推动下，吴、詹两方开始就股权回购和业务重组展开谈判。
2021年1月，吴忌寒宣布辞去比特大陆CEO兼董事长职务，并将部分股份出售给詹克团，以6亿美元的价格达成和解。作为协议的一部分，比特大陆被拆分为两部分：詹克团继续掌管比特大陆，而吴忌寒则接管分拆出来的比特小鹿（Bitdeer），并担任其董事长。此次内斗导致比特大陆的市场估值大幅下降，从巅峰时期的800亿元人民币跌至300亿元。此外，比特大陆的上市进程受到严重影响，行业地位也因内部纷争而被竞争对手蚕食。这场创始人之间的争斗最终以企业拆分告终。

### 子公司算能科技涉嫌协助华为获取台积电芯片
2023年10月，加拿大半导体研究机构TechInsights在拆解华为AI晶片昇腾910B后，发现内部含有台积电晶片。路透社引述消息人士透露，当确认该晶片与算能科技设计相符后，台积电便暂停对算能科技供货。针对外界质疑算能科技为华为“白手套”的说法，算能科技曾声明从未与华为有任何直接或间接的业务关系。
2025年1月15日，美國政府將算能科技列入實體清單。

### 在台湾违法挖角半導體人才
2021年3月，比特大陆关联的科技公司智鈊与芯道被台湾检调单位以涉嫌协助中国企业来台非法挖角半导体工程师为由展开调查。根据检方与调查部门的侦办结果，智鈊及芯道涉嫌与大陆新创公司共同投资并招揽台湾半导体人才，以倍增年薪为条件，三年来已在台非法挖角数百名研发人才。此举被认为严重冲击台湾本土产业发展，也涉及违反《台湾地区与大陆地区人民关系条例》以及相关投资许可法规。检调单位在搜查智鈊与芯道等多处办公室后，扣押多项证物，并对包括公司负责人在内的多名嫌疑人进行约谈；多位相关人员在侦讯后以新台币5至20万元不等的金额交保。四位被告認罪获得缓起诉处分。

## 外部連結
- 官方网站 （英文）（简体中文）